# Diffusion facilitée
 (janvier 2010).
Si vous disposez d'ouvrages ou d'articles de référence ou si vous connaissez des sites web de qualité traitant du thème abordé ici, merci de compléter l'article en donnant les références utiles à sa vérifiabilité et en les liant à la section « Notes et références ».

Diffusion facilitée par des canaux transmembranaires ou des perméases

La diffusion facilitée (ou transport facilité) est un mécanisme de diffusion facilitée par des transporteurs membranaires. La diffusion facilitée correspond au passage spontané de molécules ou d'ions à travers une membrane biologique en passant par des molécules de transport. Ce processus ne consomme pas d'énergie et ne relève donc pas du transport actif. 
Les molécules polaires et les ions étant hydrophiles, ils ne peuvent pas diffuser librement à travers la membrane cellulaire à cause de la nature hydrophobe de la bicouche de phospholipides qui la constitue. Seules les petites molécules non polaires telles que l'oxygène peuvent traverser de telles membranes. Toutes les molécules polaires sont transportées à travers la membrane par des protéines qui forment des canaux transmembranaires. Ces canaux sont formés de telle sorte qu'ils peuvent s'ouvrir et se refermer afin de réguler le flux d'ions et de petites molécules polaires. Les molécules de taille plus importante traversent la membrane grâce à des perméases qui changent de conformation lorsqu'elles se lient à une molécule comme le glucose ou des acides aminés.
Les molécules apolaires, tel que le rétinol ou les acides gras, sont peu solubles dans l'eau. Elles sont transportées dans les compartiments aqueux ou le milieu extracellulaire (aqueux aussi) par des transporteurs hydrophiles. 